# Карабінери (Італія)
Карабінери (італійською: [karabiˈnjɛːri]; формально Arma dei Carabinieri, «Зброя Карабінерів»; попередня назва Corpo dei Carabinieri Reali, «Королівський Корпус Карабінерів»)) — італійська загальнонаціональна жандармерія, яка також виконує обов’язки військової поліції та постійно несе службу з охорони громадського порядку. Починаючи з  2000 року має статус військового формування та входить до складу Збройних сил Італії.

## Історія
Корпус карабінерів був створений у 1814 році Віктором Еммануїлом I. Метою створення корпусу була охорона законності в П'ємонті. Війська карабінерів замінили добровольче формування Dragoni di Sardegna, засноване в 1726 році.
Підрозділи карабінерів, як військові, так і поліцейські, брали участь у кожному конфлікті за участю Італії, часто зазнаючи величезних втрат. Їхні заслуги були гідно оцінені, а підрозділи відзначені численними почесними званнями та державними нагородами.
Італійські карабінери особливо вшановують пам'ять бригадира Сальва Д'Аквіста, офіцера карабінерів, який віддав своє життя в обмін на порятунок невинних мирних жителів міста Палідоро, котрих збиралися вбити в помсту за смерть німецького солдата. Сальво д'Аквісто взяв на себе провину і був застрелений німцями у своєму кабінеті.
Зараз корпус карабінерів часто бере участь у міжнародних миротворчих місіях, обслуговуючи, зокрема, в: Косово, Іраку та Афганістані . У 2003 році 12 карабінерів були вбиті під час нападу смертника на базу в Насірія поблизу міста Басра. Під час нападу також загинули п'ятеро італійських військових. Це були найбільші втрати, спричинені одним ворогом, з часів Другої світової війни .

## Персонал

### Організаційна структура

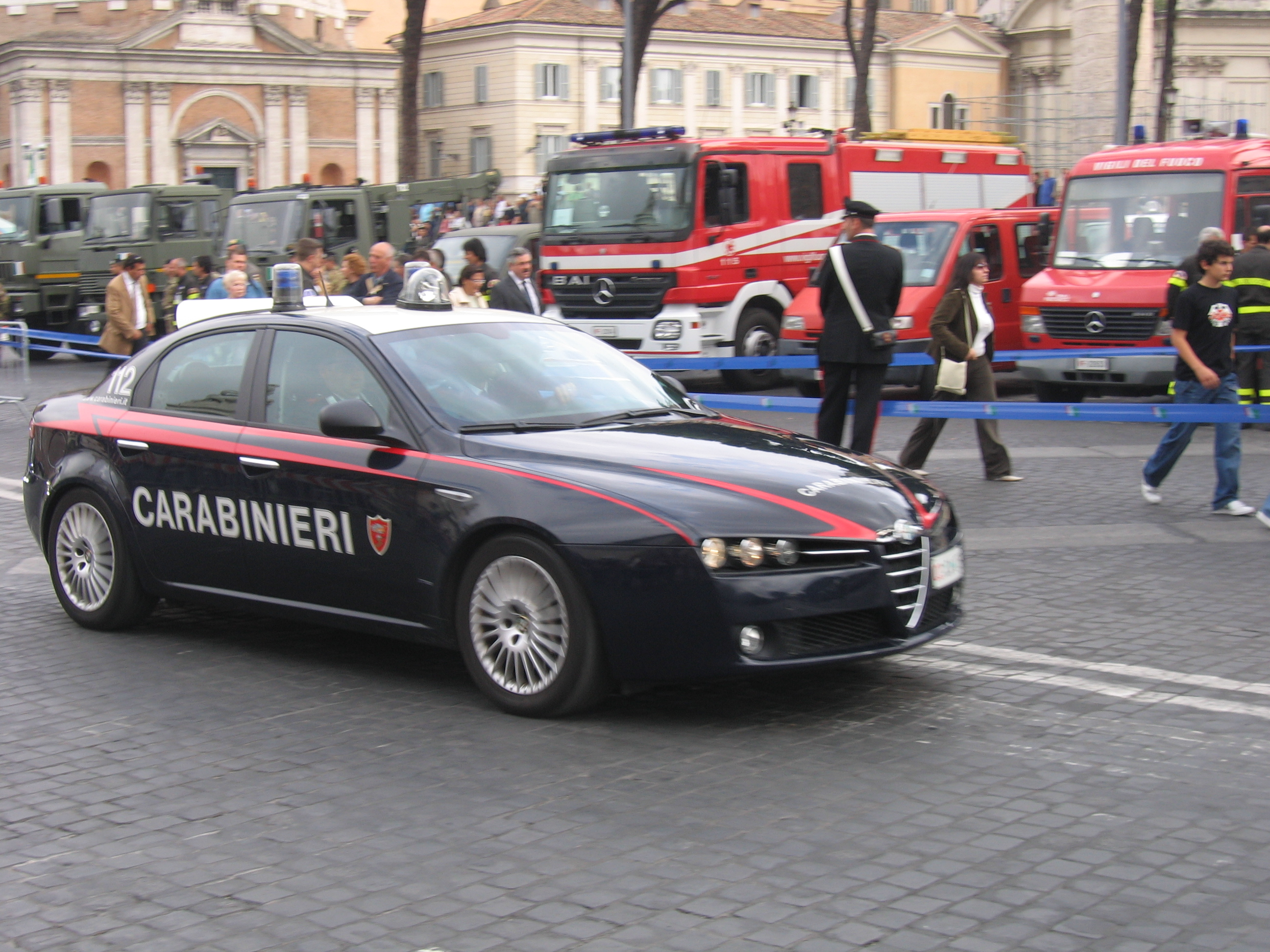
Alfa Romeo 159 в лівреї Carabinieri

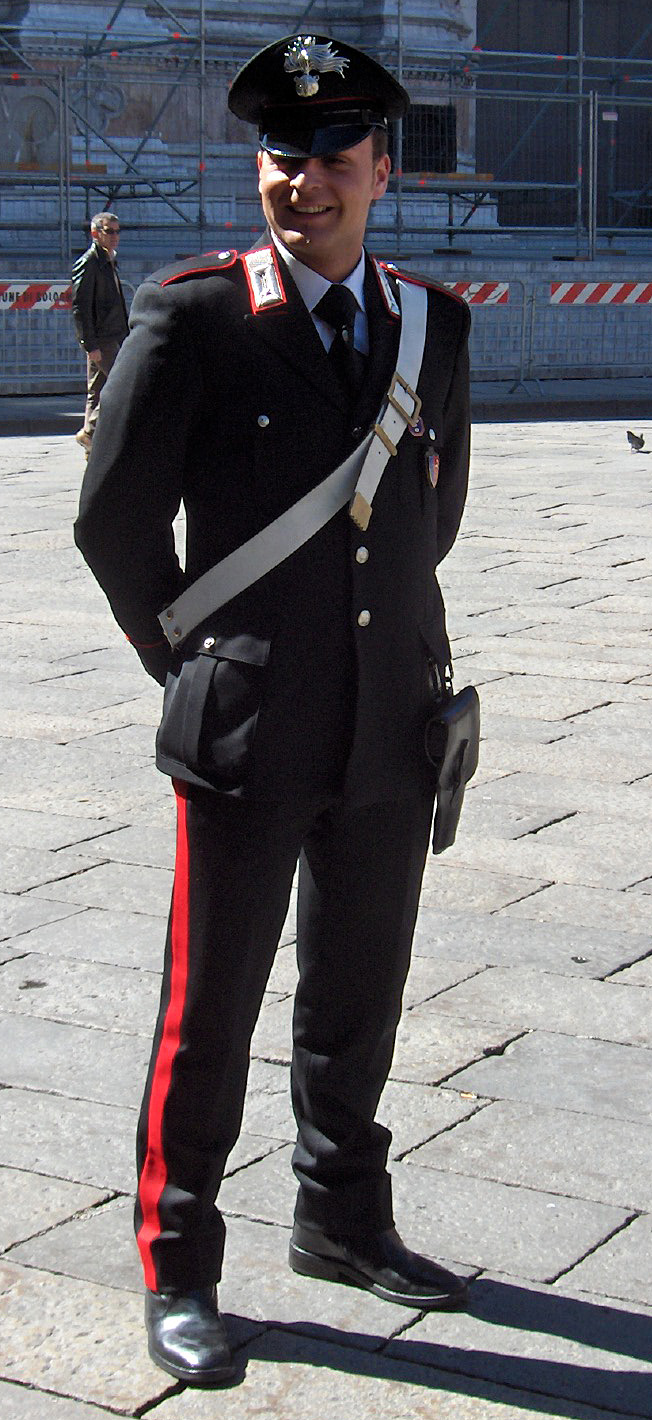
Карабінери в традиційній формі

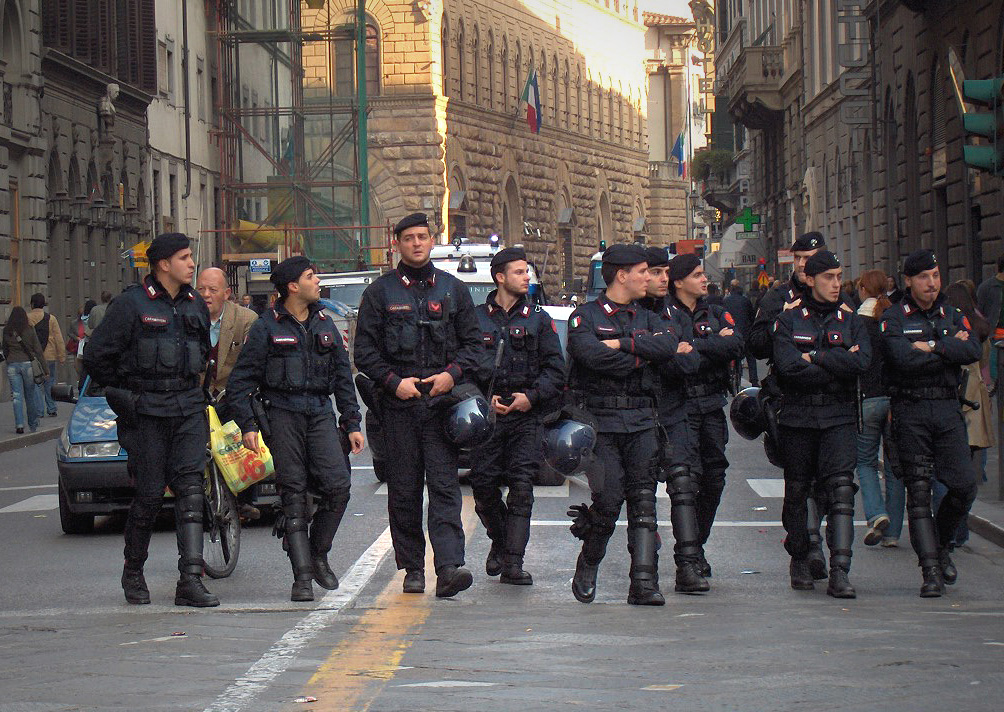
Карабінери в формі державної служби

Корпусом карабінерів командує Comando, що складається з comandante generale (генерал), vice-comandante generale (генерал-лейтенант) і штабу. Штаб-квартира Comando і штаб-квартира карабінерів знаходяться в Римі . Штаб-квартира карабінерів має директорів, які відповідають, зокрема, за адміністрацію, охорону здоров'я, техніку, а також комісію ветеранів.
Штаб карабінерів ділиться на 6 відділів:
- Департамент I — відповідає за оперативні сили, підготовку персоналу та професійну дисципліну.
- Департамент II — відповідальний за оперативно-командний, II Департаменту також підпорядковується оперативний.
- Департамент III — відповідає за інформаційні технології, а також телекомунікації.
- Департамент IV — відповідає за логістику, доставку обладнання та витратних матеріалів.
- Департамент V — відповідає за комунікації та загальні відносини.
- ДепартаментVI — відповідає за планування кошторису та інші фінансові питання.

### Територіальний устрій
Штаб-квартира та комендатури карабінерів розкидані по всій країні. Ядро корпусу складають територіальні організації. Більше 80 % усіх карабінерів працюють у територіальних організаціях. По всій країні існує адміністративна ієрархія, що складається з таких організацій:
- 5 штабів Міжрегіонального корпусу карабінерів під керівництвом генерал-майора. Пункти розміщення знаходяться в наступних містах:
  - Рим
  - Мілан
  - Неаполь
  - Мессіна
  - Падуя

- 19 регіональних штабів карабінерів, якими керує бригадний генерал .
  - Відділенням регіональних штабів Сардинії та Калабрії також доручено посилити боротьбу з організованою злочинністю, завдяки чому вони оснащені спеціально підготовленими підрозділами та обладнанням. У цих двох італійських провінціях також є підрозділи спеціальних операцій карабінерів, які спеціалізуються на бойових діях і операціях у гірських районах. Завдяки цьому можна вести ефективну боротьбу зі злочинністю в районах, розташованих у гірській Калабрії та Сардинії.

- 102 провінційні штаби військ карабінерів, котрими командує полковник або підполковник. Команди провінцій знаходяться в столиці кожної італійської провінції, за винятком провінції Аоста, де є територіальні підрозділи. Штаби провінцій мають власні оперативні департаменти та широку незалежність у питаннях операцій, працевлаштування, фінансів і судової влади .

- 18 територіальних департаментів, що діють у найважливіших регіонах Італії, а також у найбільших містах Італії, в тому числі в Мілані, Римі, Неаполі та Палермо. Територіальні департаменти очолює начальник у званні підполковника.
  - Територіальні відділи також діють у провінції Аоста, яка єдина не має провінційного штабу корпусу карабінерів.

- 539 груп і рот під командуванням майора або капітана. Ці групи належать до мобільного оперативного крила карабінерів і є частиною мобільного оперативного ядра корпусу карабінерів.

- Один капітанат під командуванням капітана, розташованого в місті Кампіоне д'Італія .

- 4625 комендатур і постів карабінерів, розкиданих по всій країні. Пости очолюють офіцери унтер-офіцерського складу в рангах, що відповідають званням штабного прапорщика та старшого штабного прапорщика[5] .

## Спецназ і мобільний корпус

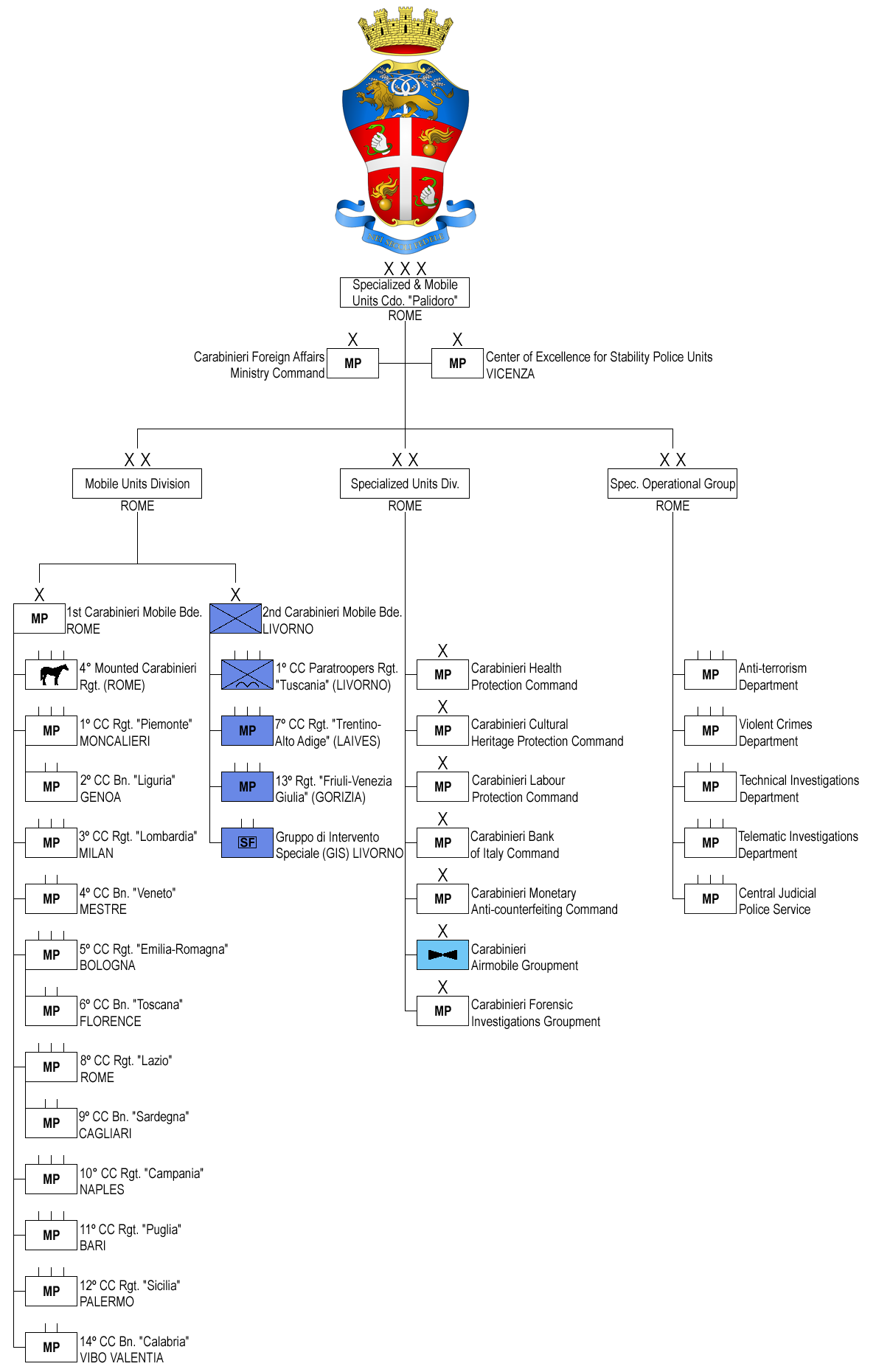
Організаційна структура діяльності підрозділу мобільних сил

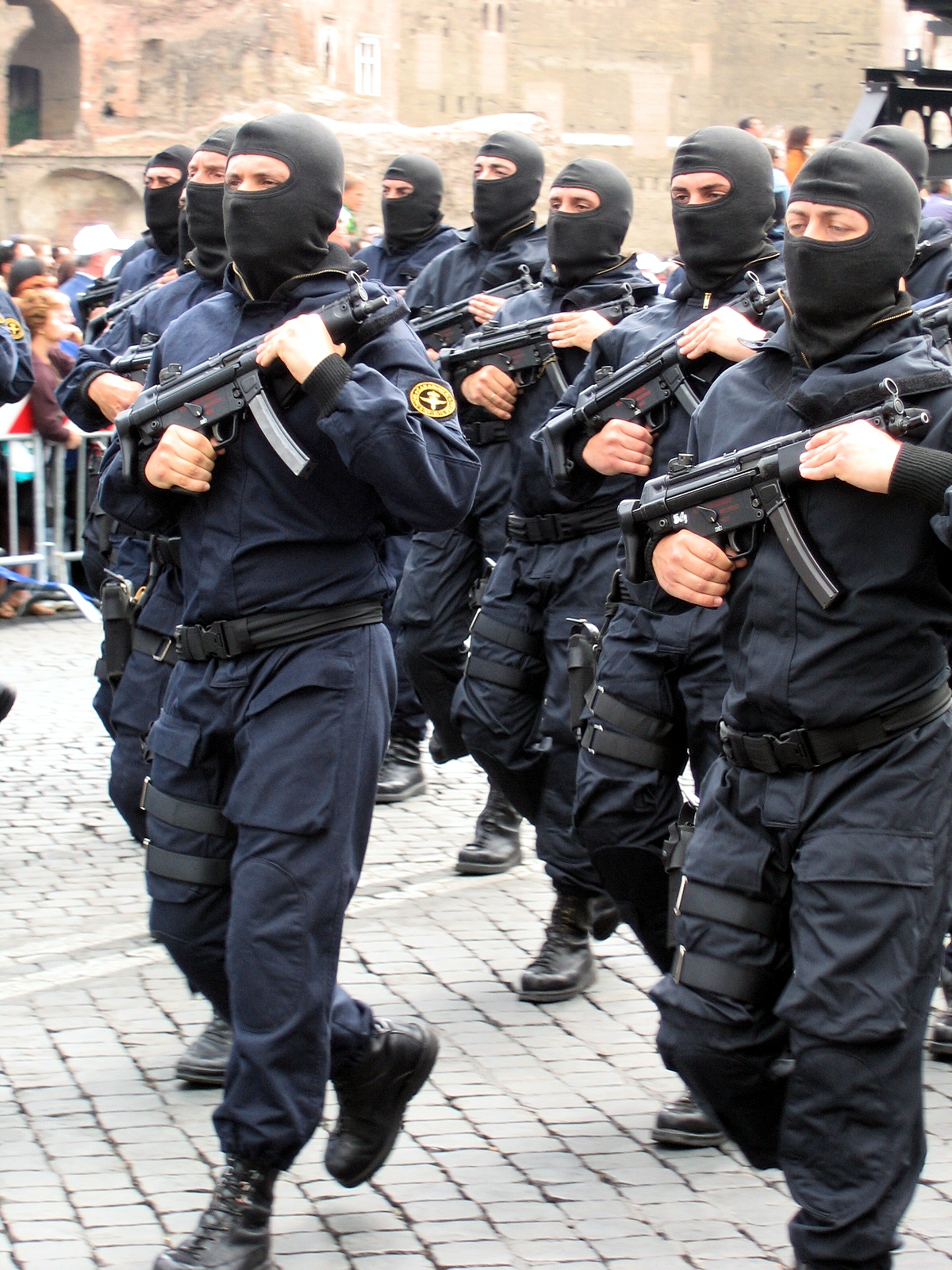
Спецзагін GIS на параді

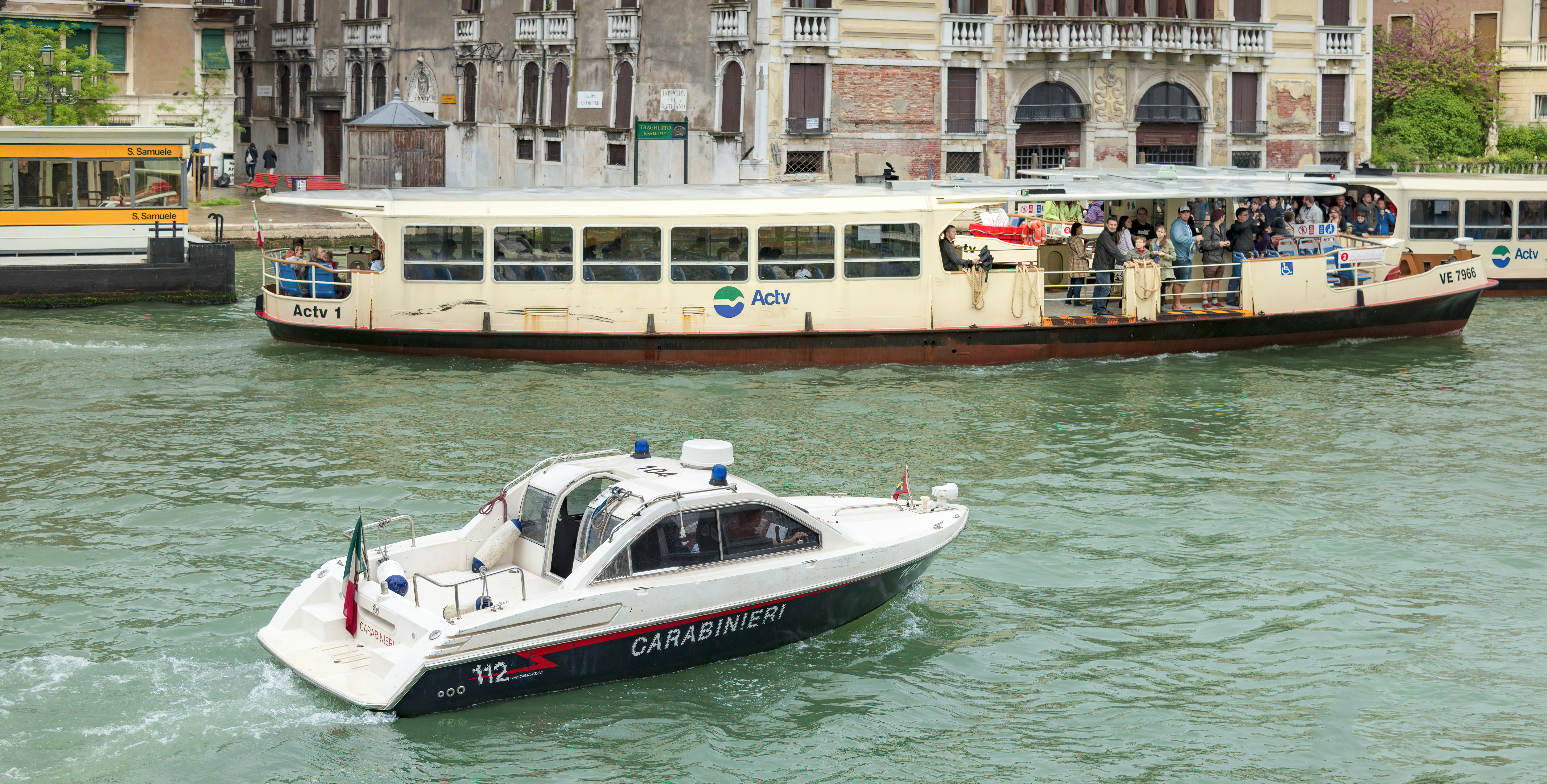
Моторний човен карабінерів на каналі у Венеції

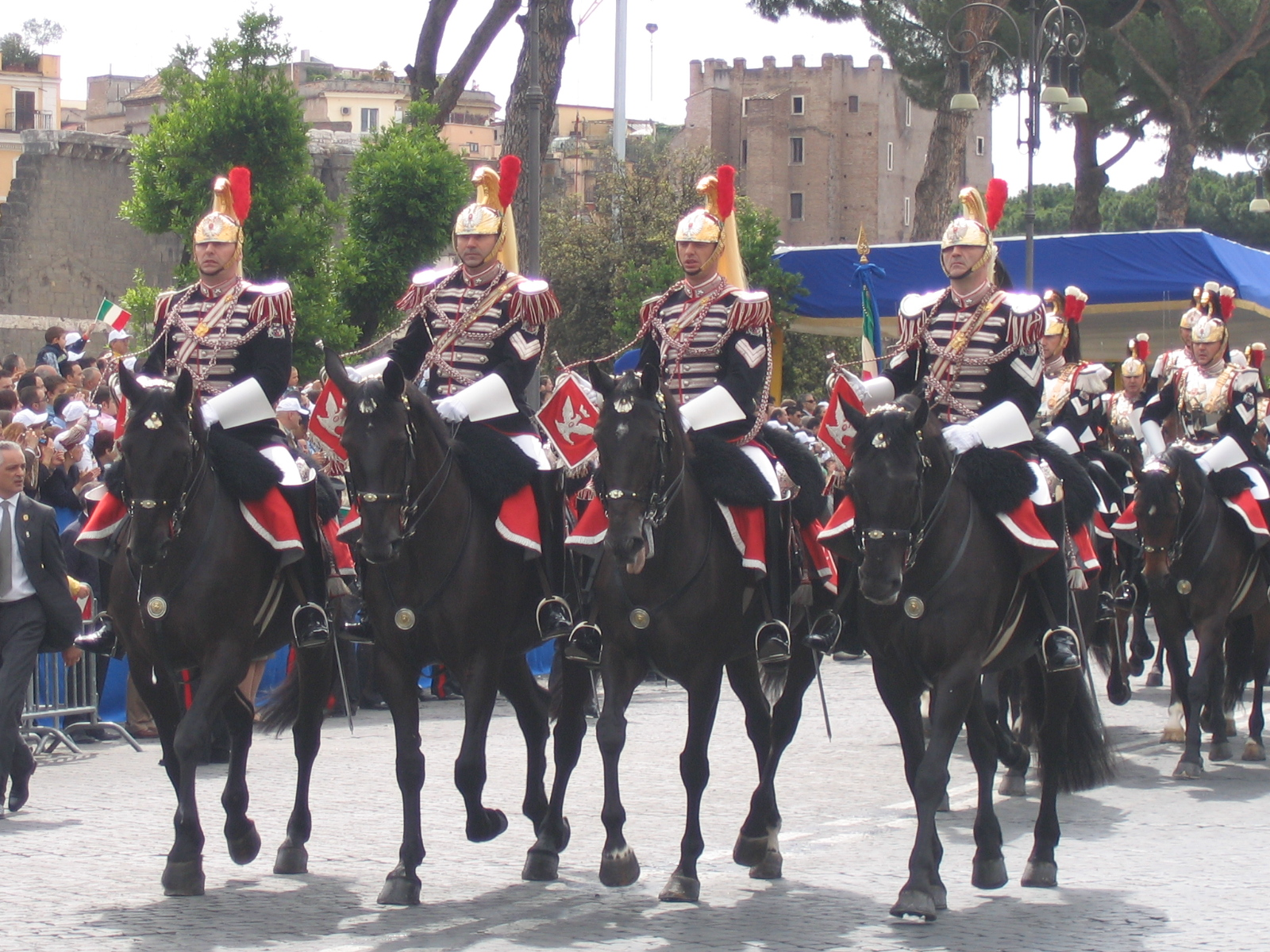
Кораццієрі на параді

Окрім територіальних підрозділів, карабінери мають мобільні оперативні підрозділи, якими є Palidoro (штаб-квартира організації знаходиться в Римі), дивізія мобільних сил, дивізія спеціальних сил, а також війська Raggruppamento Operativo Speciale (ROS).

### Дивізія мобільних сил
Дивізія мобільних сил базується в Тревізо і складається з двох бригад, завдання котрих — негайно діяти в кризовій ситуації та захищати країну в разі зовнішнього військового нападу. Вони також беруть активну участь у військових діях за межами Італії. Сили мобільних дивізій також знаходяться у найважливіших частинах Італії, дислоковані в найбільших містах ключового стратегічного значення.
Дивізія мобільних військ складається з:
- 1-ша мобільна бригада (зі штаб-квартирою в Римі), яка складається з 12 оперативних підрозділів, котрі:

- - 1-й батальйон карабінерів «П'ємонт» (штаб у Монкальєрі)
  - 2-й батальйон карабінерів «Лігурія» (штаб Генуя)
  - 3-й батальйон карабінерів «Ломбардія» (штаб у Мілані)
  - 4-й батальйон карабінерів «Венето» (штаб у Местре)
  - 5-й батальйон карабінерів «Емілія-Романья» (штаб у Болоньї)
  - 6-й батальйон карабінерів «Тоскана» (Штаб Флоренція)
  - 8-й батальйон карабінерів «Лаціо» (штаб у Римі)
  - 9-й батальйон карабінерів «Сардинія» (штаб у Кальярі)
  - 10-й батальйон карабінерів «Кампанія» (штаб Неаполь)
  - 11-й батальйон карабінерів «Апулія» (штаб у Барі)
  - 12-й батальйон карабінерів «Сицилія» (штаб у Палермо)
  - кавалерійський полк

- 2-га мобільна бригада (штаб у Ліворно) складається з 4 груп спеціального призначення:

- - 7-й полк карабінерів «Трентіно-Альто-Адідже» (штаб у Лайвесі)
  - 13-й полк карабінерів «Фріулі Венеція Джулія» (штаб у Горіції)
  - 1-й полк карабінерів «Тоскана» (штаб у Ліворно)
  - Gruppo di Intervento Speciale (GIS) — спеціальна оперативна група, яка діє в ситуаціях, коли спецпідрозділи поліції не можуть самостійно виконати місію в Італії. Сили GIS регулярно діють у миротворчих і миротворчих місіях у найбільш запальних регіонах світу.

Сили як GIS, так і всіх батальйонів мобільної дивізії брали участь у стабілізаційних місіях в Іраку та на Балканах навіть після виведення з місії регулярних частин італійської армії.

### Відділ спеціальних служб
ROS — елітний спецпідрозділ, створений у 1990 році. Завданнями ROS є боротьба зі злочинними організаціями (переважно мафією), тероризмом. Вони також займаються спеціальними завданнями, які ROS виконує завдяки спеціальним повноваженням, наданим міністром національної оборони.
Крім того, у спеціальних служб є Департамент з питань особливого призначення. До складу департаменту входять, зокрема: Кораццієрі — елітний підрозділ, що входить до складу корпусу карабінерів, а також становить особисту охорону президента Італії. Співробітників відділення час від часу можна зустріти на патрульній службі.
Департамент спеціальних завдань співпрацює з міністерствами Італії, а також із Сенатом, Палатою представників і Конституційним судом і Трибуналом.
Корпус карабінерів також захищає, серед іншого, Міністра оборони, високопоставлених військових командирів, а також інші важливі державних посадовців та глав держав під час візитів до Італії. Корпус також займається охороною італійських та іноземних дипломатичних установ, наприклад, посольств. Карабінери регулярно співпрацюють з Polizia di Stato у сфері боротьби з наркотиками та мафією.

## Організація навчання
Організація навчальних занять належить до сфери відповідальності різних відділів, які входять до складу корпусу карабінерів. Система підготовки характеризується великою різноманітністю залежно від характеру служби, яка виконується в рамах сил карабінерів.
Найвищою школою карабінерів є Командна школа карабінерів, розташована в Римі. У цій школі навчаються майбутні командири найвищого військового рівня карабінерів, як військових, так і адміністративних. Крім того, карабінери мають численні школи, розкидані по всій країні. З усіх них слід назвати наступні:
- Офіцерська школа карабінерів у Римі
- Офіцерська школа та підготовка курсантів у Флоренції
- Школа карабінерів і Школа підготовки бригадних солдатів Беневенто. Філії школи знаходяться в:
  - Рим
  - Реджо ді Калабрія
  - Турин
- Школа вдосконаленої стрільби в Римі
- Центр іноземних мов для карабінерів у Римі
- Центр психологічної підготовки карабінерів у Римі

Крім того, у карабінерів є спеціально підготовлені центри, де готують фахівців. Ці центри:
- Центр пілотування вертольотів у Пратіці-ді-Маремая
- Центр альпінізму в Сельва ді Валь Гардена
- Центр водіїв у Генуї
- Кінологічний центр у Флоренції
- Центр кінного спорту в Римі

## Персонал

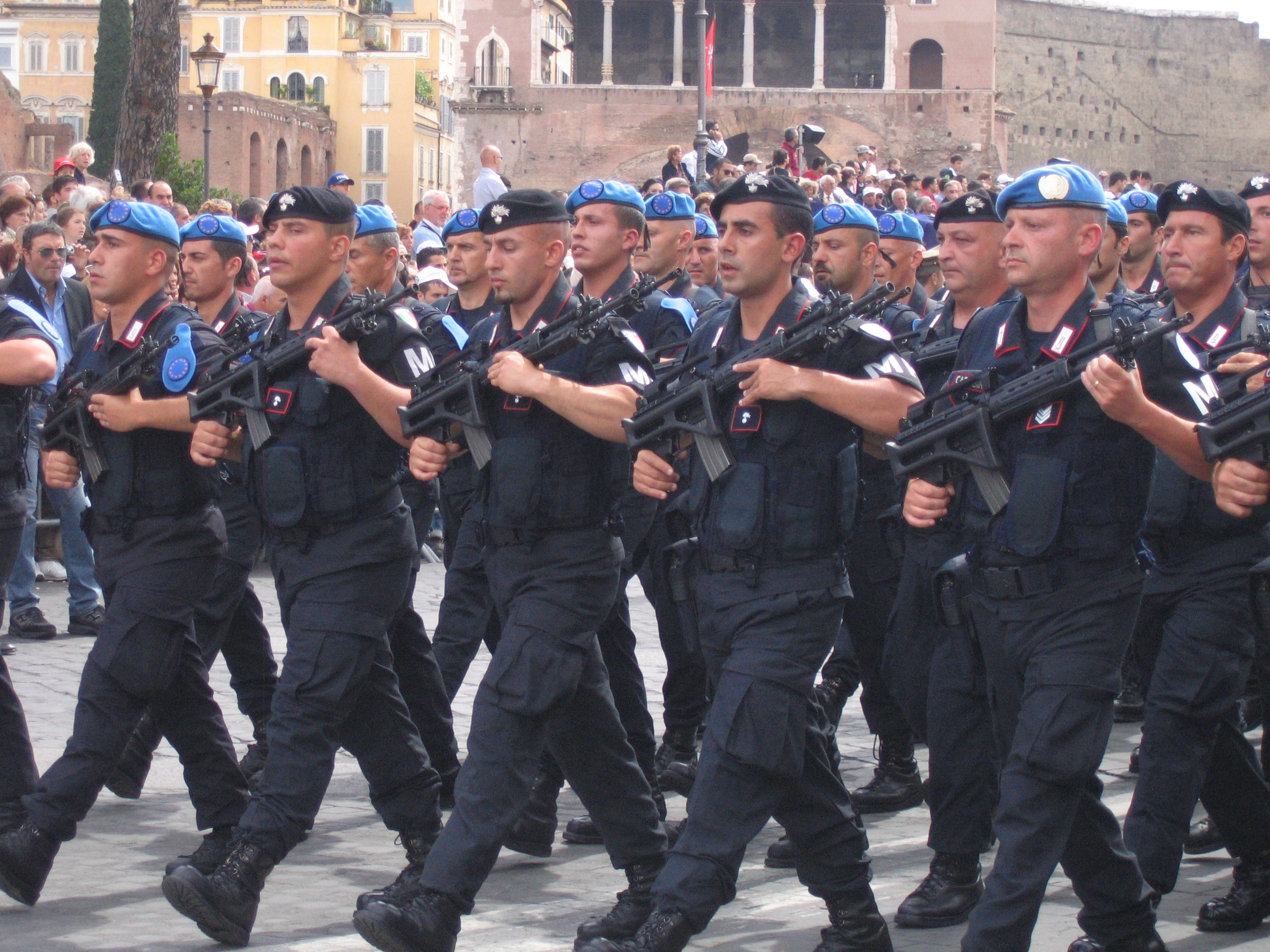
Карабінери в формі військової поліції

Особовий склад карабінерів станом на 22 січня 2007 року :
- 110 тис. чол., у тому числі:
  - 709 жінок
  - 203 кадрові офіцери
  - 183 офіцери
  - 163 пенсіонери міліції
  - 162 учні

## Військова служба

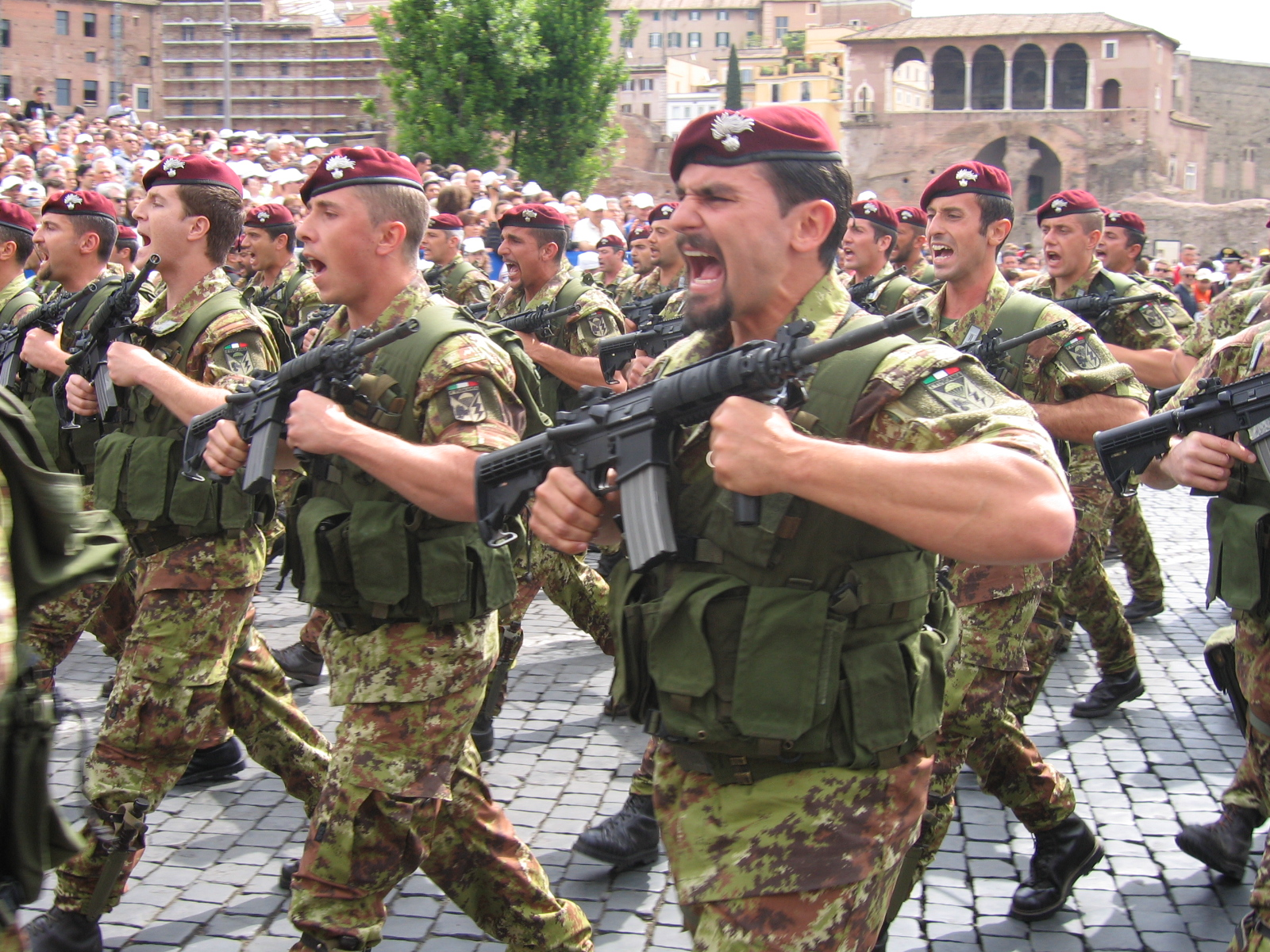
Десантники 1-го полку карабінерів «Тоскана».

Нижче наведено список основних битв, в яких брали участь сили корпусу карабінерів:
- Гренобль 5 липня 1815 (бойове хрещення)
- Верона 6 травня 1848 року
- Перуджа 14 вересня — 4 листопада 1860
- Окупація Риму — 1870 рік
- Sciara Sciat — (італо-турецька війна 1911—1912)

Під час Першої світової війни війська карабінерів зіграли важливу роль у битві під Підгорою, яка відбулася 19 липня 1915 року. Після цього бою карабінери отримали численні бойові нагороди, в т.ч Золоту медаль «За відвагу».
Під час Другої світової війни карабінери зробили свій найбільший внесок у такі битви:
- Битва при Кулькуальбері (Ефіопія), 6 серпня — 21 листопада 1941 р.
- Битва при Елует-ель-Асель (Лівія), 19 грудня 1941 року.

## Карабінери в масовій культурі
Карабінери фігурують у романі «Піноккіо», де вони заарештовують Піноккіо за злочин, якого він не скоював.
Незважаючи на те, що в італійському суспільстві карабінери вважаються найкомпетентнішими та найшанованішими серед військовослужбовців, вони також часто є предметом жартів через стереотип про карабінерів як про неосвічених і некомпетентних офіцерів.
Карабінери часто стають головними героями численних кримінальних серіалів. Одним із таких серіалів є R.I.S., який чимось схожий на CSI: Місце злочину .

## Критика карабінерів

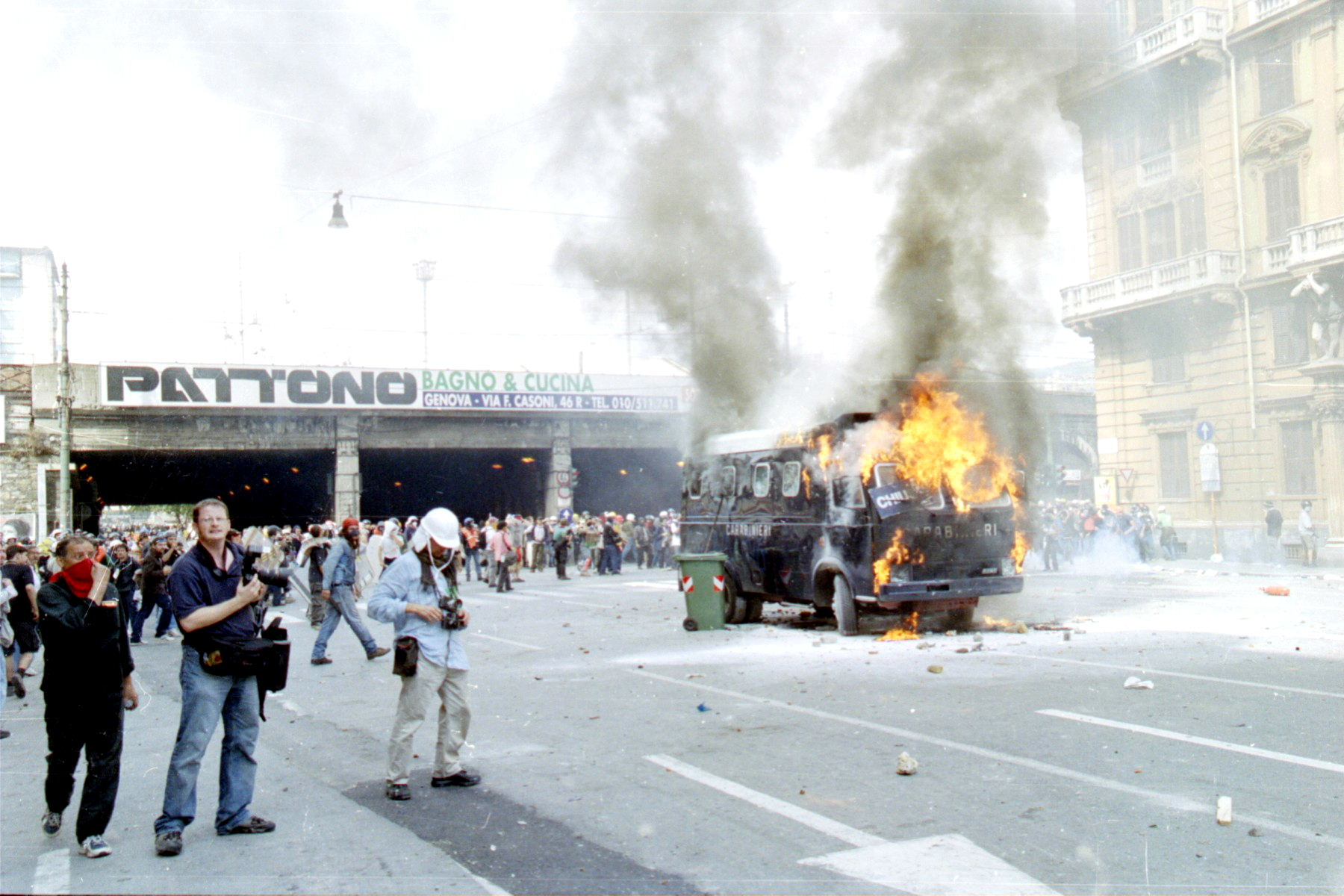
Палаюча машина карабінерів під час заворушень на саміті G8 у Генуї

Сьогодні війська карабінерів є інституцією, яку поважає суспільство. Однак протягом історії Корпус карабінерів не завжди мав таку репутацію, часто був предметом суперечок і критики.
Під час вторгнення в Ефіопію війська карабінерів входили до складу італійської армії. Після взяття Аддис-Абеби італійськими військами в 1936 році був проведений парад італійських військ. У той час вибухнула бомба, яка мала вбити генерала Граціані, який тоді сидів у почесній ложі зі своїми найближчими офіцерами. Хоча під час нападу ніхто не постраждав, один із офіцерів вистрілив у ефіопських цивільних. Разом з офіцером карабінери відкрили вогонь, у результаті чого загинули понад 300 ефіопів. Протягом наступних трьох днів італійці (включаючи карабінерів) винищували та грабували жителів Аддис-Абеби. Загалом у цих подіях загинуло кілька тисяч ефіопських мирних жителів.

## озброєння

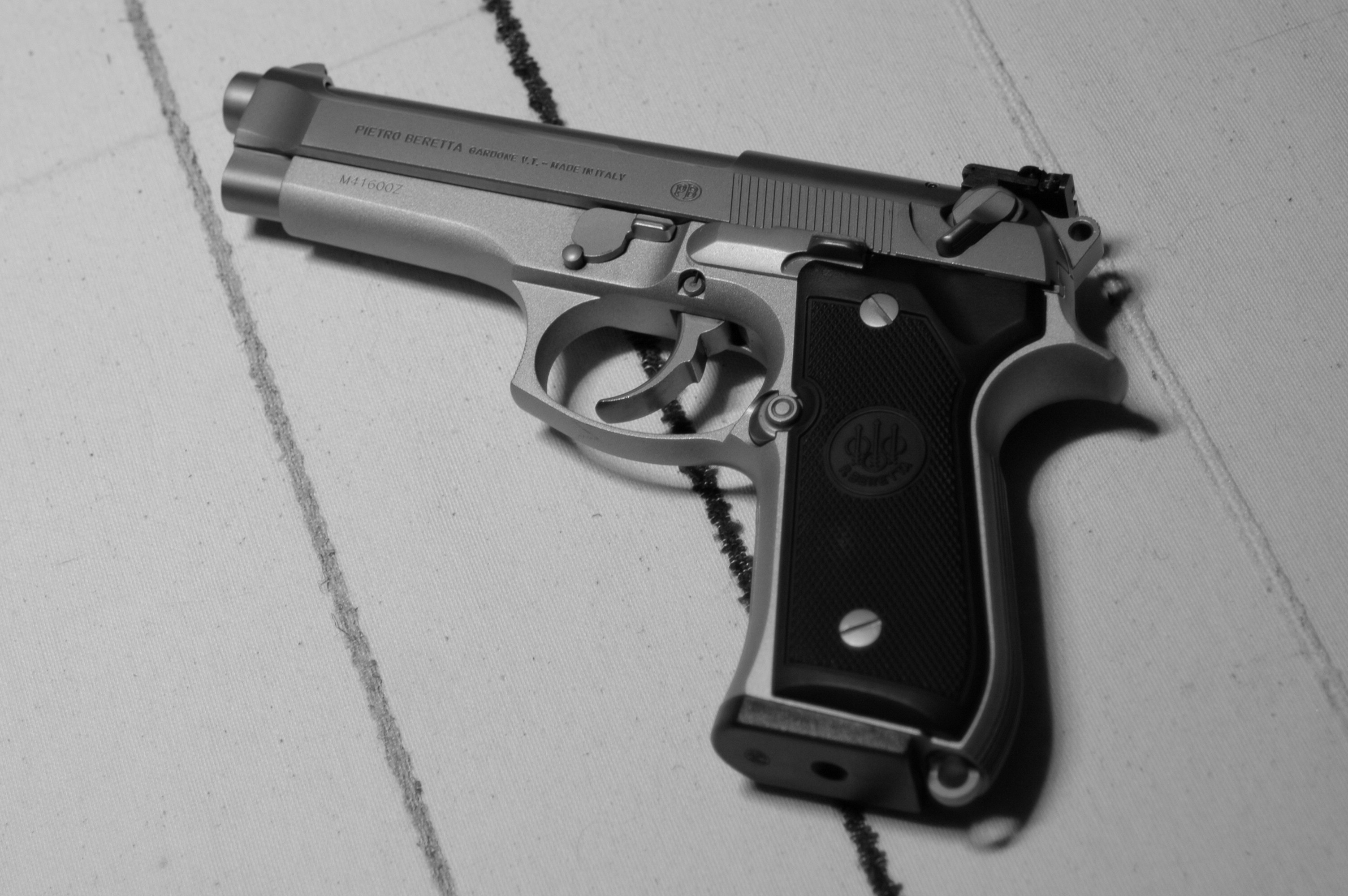
Беретта 92

Сили корпусу карабінерів використовують різноманітну зброю, яка поділяється на звичайну та спеціальну. Ось склад штатної та спеціальної зброї

### Стандартна зброя
- Пістолет Beretta 92 — стандартний пістолет підрозділів карабінерів
- Пістолет Beretta Cougar — стандартний пістолет офіцерів карабінерів у цивільному
- Пістолет-кулемет Beretta M12S
- Автоматична гвинтівка Beretta AR70
- Ручний кулемет Мінімі

### Спеціальна зброя
- Пістолет-кулемет MP5
- Бойова рушниця Franchi SPAS 15
- Снайперська гвинтівка Mauser SP66
- Снайперська гвинтівка AI AW

## Транспортні засоби

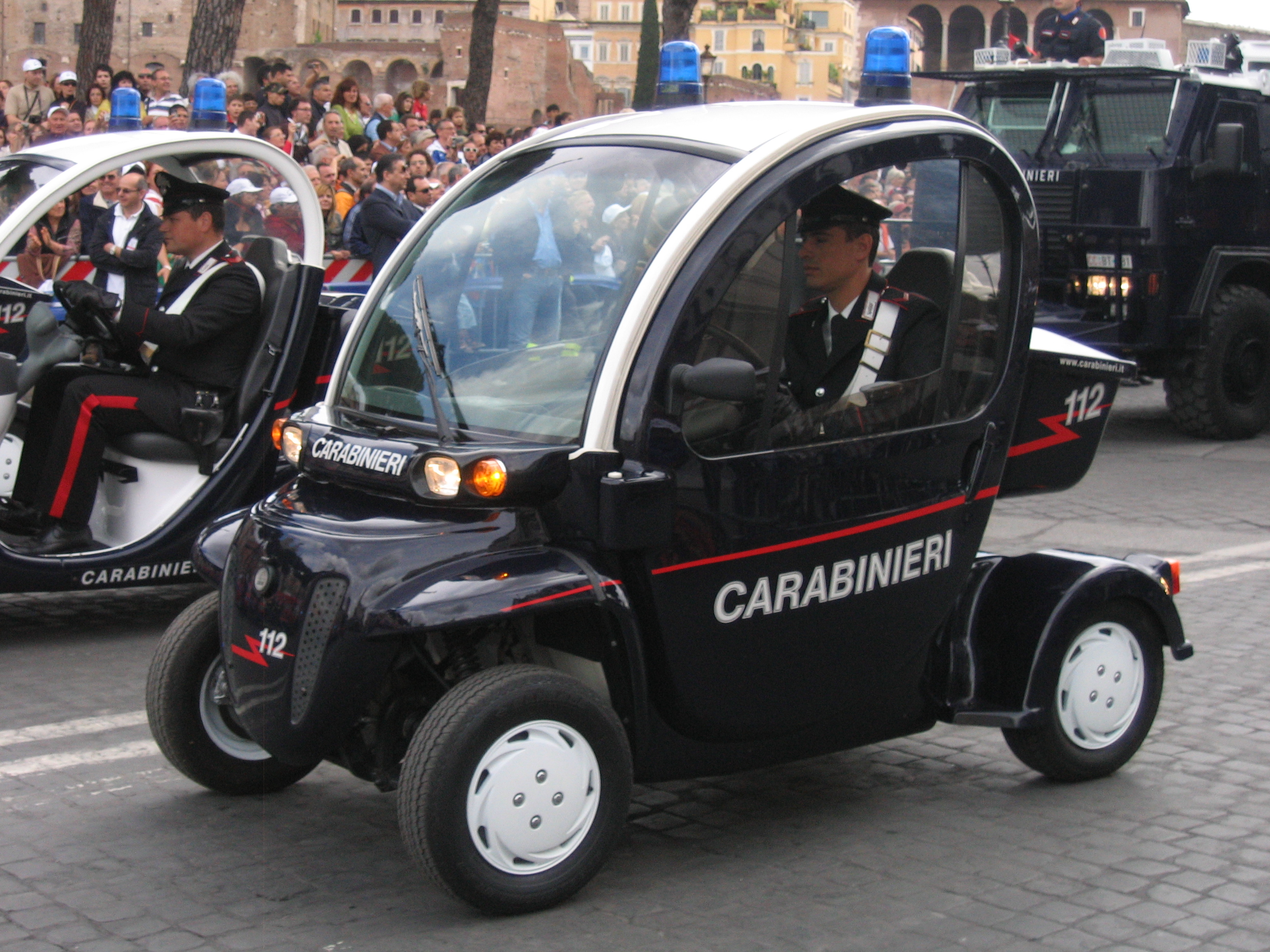
Автомобілі карабінерів для міського транспорту

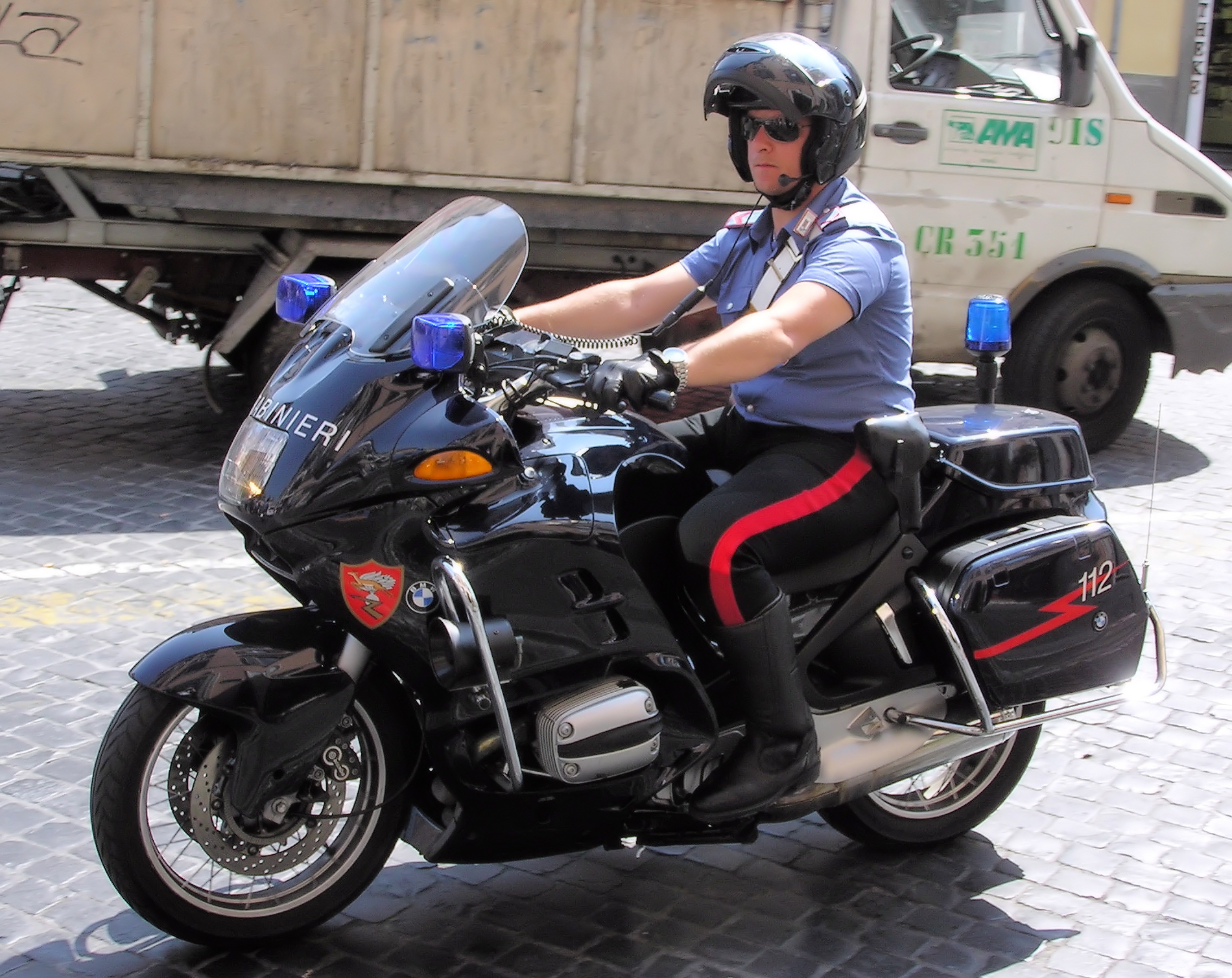
Мотоцикл BMW Carabinieri

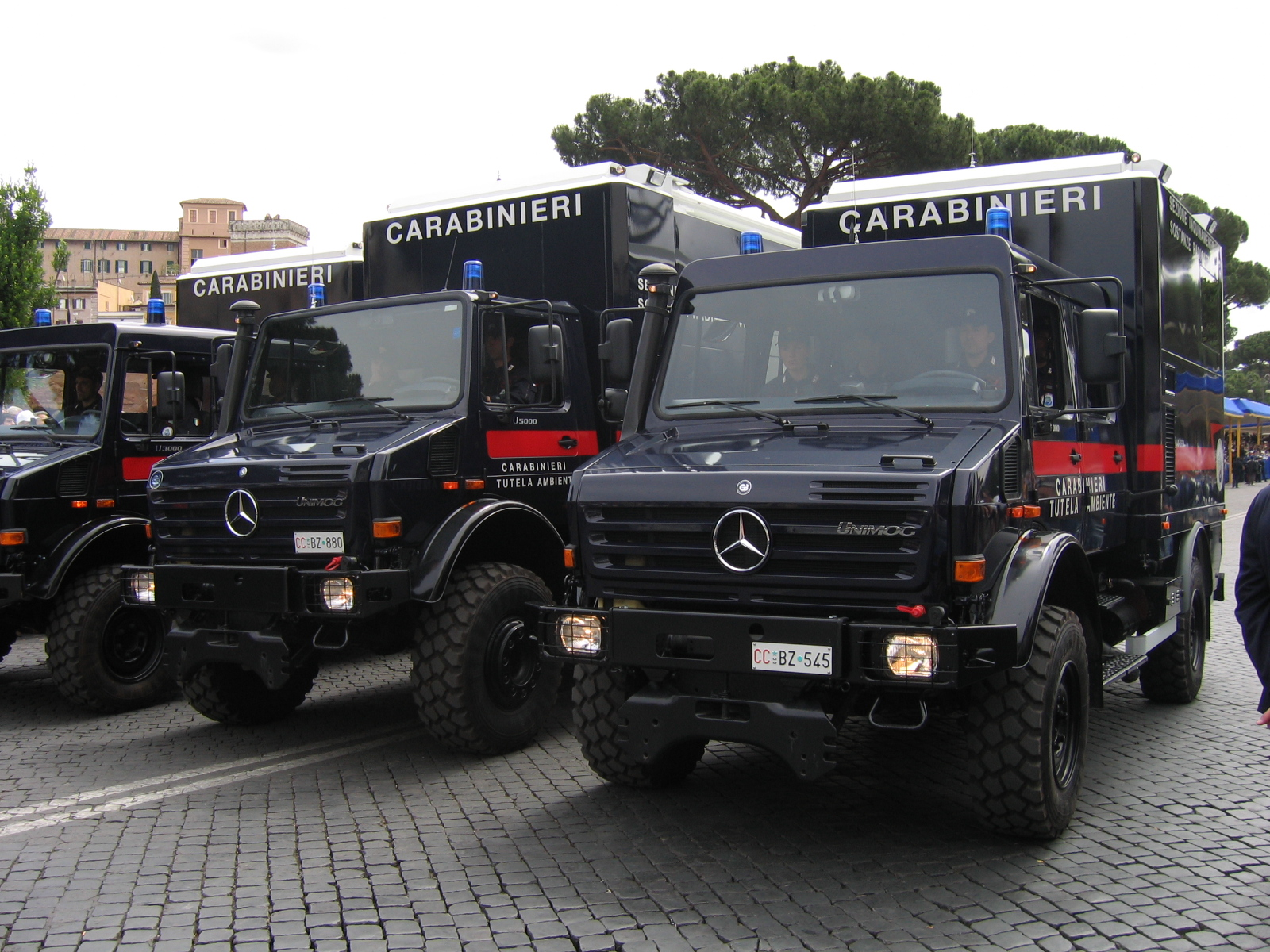
Unimog 3000

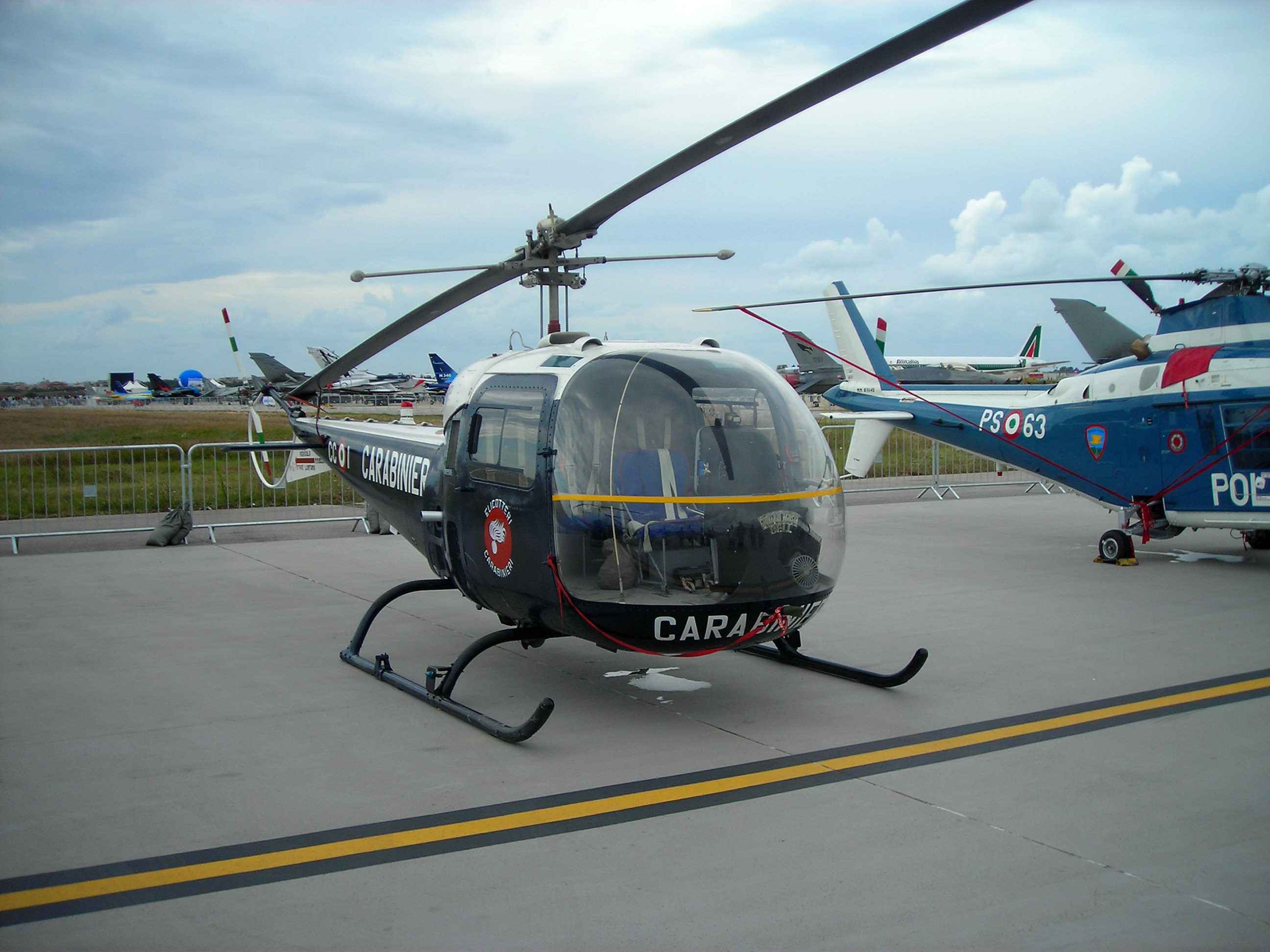
Гелікоптер Carabinieri Bell 47

Підрозділи карабінерів використовують в основному автомобілі італійського виробництва. Винятком є автомобілі Subaru і Land Rover. Номерні знаки транспортних засобів, що належать карабінерам, позначаються літерами CC, а в просторіччі автомобілі карабінерів називають Gazzella (Газель).

### Автомобілі
- Bertone Freeclimber
- Toyota Carina 2
- Subaru Legacy SW
- Subaru Forester
- Альфа Ромео 155
- Фіат Брава
- Альфа Ромео 156
- Альфа Ромео 159
- Alfa Romeo Giulia Quadrifoglio[6]
- Фіат Панда 4х4
- Land Rover Freelander
- Land Rover Defender 90
- Фіат Пунто
- Фіат Стіло
- Фіат Дукато
- Mercedes Benz G500 Guard B6

### Мотоцикли
- BMW Motorrad
- Мото Гуцці

### Вертольоти
- Агуста А109
- Agusta-Bell AB 412
- Agusta-Bell AB 206

### Тактичні транспортні засоби
- Land Rover Defender 110
- IVECO 40.10WM 4X4
- Unimog
- Puma 6x6
- Фіат 6616
- VCC1
- РГ-12